# Milionia caerulea
Milionia caerulea är en fjärilsart som beskrevs av James John Joicey och Talbot 1916. Milionia caerulea ingår i släktet Milionia och familjen mätare. Inga underarter finns listade i Catalogue of Life.